# Ed Carpenter Racing
Ed Carpenter Racing fue equipo estadounidense que compitió en la IndyCar Series desde el año 2012, y que se fusionó con el equipo de Sarah Fisher Hartman Racing a finales de 2014, para formar CFH Racing. El equipo fue fundado por el piloto estadounidense Ed Carpenter, quien a la vez es su piloto/propietario del equipo. ECR es el único equipo vigente de la IndyCar en ser dirigido por su propietario, quien es piloto activo de la categoría. El equipo tiene su base de oparaciones en Indianápolis, Indiana

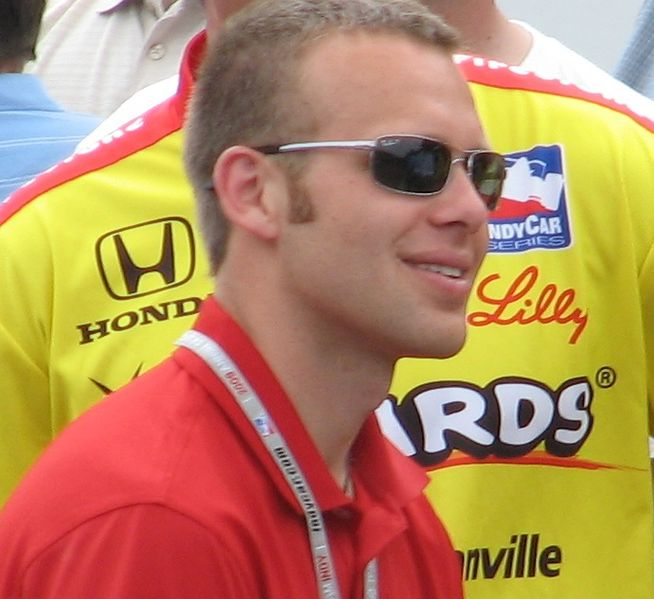
Ed Carpenter, piloto/propietario de su equipo Ed Carpenter Racing.

## Historia

### IndyCar Series
Después de pasar cinco temporadas con el equipo Vision Racing (2006-2010), y la temporada 2011 de la IndyCar Series en el equipo Sarah Fisher Hartman Racing, el 2 de noviembre de 2011, Ed Carpenter anunció la creación de su propio equipo, el Ed Carpenter Racing, que tuvo su primera temporada en 2012 con el patrocinio de Fuzzy Vodka durante tres temporadas. Entre las razones de la creación del equipo fue por las preocupaciones en torno a la salida del patrocinador de Sarah Fisher Racing, Dollar General. El fundador de la IRL y padrastro de Carpenter, Tony George, también se volvió en socio copropietario, junto con el exgolfista Fuzzy Zoeller. El exdueño de un equipo en la American Le Mans Series y exmiembro del equipo Penske Racing Derrick Walker fue contratado como gerente general,; junto a Walker, se contrató a Tim Broyles y Bret Schmitt, como jefes de equipo.

### 2012-2013
El 13 de febrero de 2012, se confirmó que el equipo contrató el usode motores Chevrolet., Carpenter declaró que tenía la intención de correr una temporada completa, a diferencia de las temporadas anteriores, donde se hizo cargo de carreras parciales donde sólo compitió en los óvalos, y tenía También decidido competir con el coche #20, el número con el cual utilizó en el equipo Visión Racing. El equipo consiguió dos octavos puestos y logró su primera victoria al ganar la fecha final en Fontana las 500 Millas de Fontana en el Auto Club Speedway, y se convirtió en el único equipo de un solo piloto en ganar una carrera en 2012. Carpenter finalizó 18º en la tabla general.
En 2013, Walker se fue del equipo para ocupar un cargo en la IndyCar. Carpenter obtuvo la primera Pole Position del equipo en las 500 Millas de Indianapolis de 2013. Al final de la temporada terminó en la 16.ª posición en el campeonato, con un segundo puesto, dos cuartos y un noveno.

### 2014
Para la temporada de 2014, Carpenter, competirá con un calendario parcial, conduciendo carreras en los ovalos, mientras que su piloto, el británico Mike Conway competirá para el equipo en los circuitos.

### Futuro
El Ed Carpenter Racing y el equipo Sarah Fisher Hartman Racing han anunciado antes de la clasificación en el circuito de Milwaukee Mile, su fusión para el año 2015. El equipo se hará decir CFH Racing, donde incluirán 2 coches, 1 de cada equipo.

## Pilotos Notables del equipo

### IndyCar Series
- Ed Carpenter (2012-presente) - Piloto/Propietario
- Mike Conway (2014-2016)
- Spencer Pigot (2017-presente)
- Jordan King (2017-presente)